# Dear My Friend (ゲーム)
『Dear My Friend』（ディア マイ フレンド）は、2004年7月9日にlightより発売された18禁恋愛アドベンチャーゲームである。略称はDMF。CD版の副題は「...more than friend and under sweethearts」（友達以上恋人未満）。

## 概要
light作品『Sultan 〜The Lovesong is Forever〜』を手掛けた、原画・くすくすと、シナリオ・NYAONのタッグでの新作（一部のシナリオはlightの正田崇が担当している）。
システムはテキスト型アドベンチャー。どのヒロインのシナリオに進むかは前半でたびたび出現する場所移動の選択によって決定される。選択肢もいくつか存在するが、一部の特殊な例外を除いてはストーリーに直接かかわるものではない。
公式グッズには予約特典及びイベント時に販売されるテレホンカード・カレンダーの他に、2004年冬のコミックマーケットで販売された各キャラクターの音声を収録した目覚まし時計がある。
本作の制作スタッフと一部の声優が『もしも明日が晴れならば』（ぱれっと）に引き継がれている。
2005年4月28日にはCEROレーティング15歳以上対象のPlayStation 2版『Dear My Friend 〜Love like powderly snow〜』（粉雪のような恋）がイエティより1万本の限定生産で発売された。PS2版にはBGMを収録したソノシートが同梱されているが、これを最後に東洋化成がソノシートのプレスを打ち切り、国産ソノシートレコードの終焉となった。なお、ハードの画像メモリの都合でPS2版は動作速度が遅く、プレイの際にもたつきを感じると言われている。
PS2版以降ではPC版で楽しめたアナザーストーリー(AS)機能がなくなった代わりに、麻衣以外の各ヒロインの追加シナリオと各ヒロイン5名+司役の声優インタビュー、そして月夜シナリオにバッドエンドが追加された。
2005年12月9日にはCD版とPS2版、そしてその2つの良い部分を合わせたマージ版を1枚のDVDにまとめた『Dear My Friend Complete version』（完全版）が発売された。完全版の初回特典にはゲーム中BGMのサウンドトラックと本来別売予定だった80ページの原画集が同梱された。CD版の初回特典も中身が全く同じのサウンドトラックであったが、CD版が赤一色で麻衣が描かれているのに対し、DVD完全版は麻衣と都香が描かれたピクチャーレーベルになっている。
2008年4月4日に発売の『lightBOX2008』にDMF完全版（Windows Vista対応）が再収録された。

## ストーリー
ごく有り触れた少年-主人公は、友人に囲まれ、平凡な、あたたかい日々を過ごしてきていた。そんな、ある冬のこと。自宅の前に少女が立っていた。後に父曰く、身寄りのないこの彼女を引き取り、里親になったという。
たったひとつのきっかけが、なにかをかえていく。ゆっくりと、そう、まるで雪が溶けていくかのように。

## 登場人物
森川 恭一（もりかわ きょういち）
主人公。雪見ヶ丘学園の2年生。売れない小説家の父親と看護師の母親から生まれた。その家庭環境から、森川家の家事全般は全て恭一が受け持ち、中でも彼の料理の腕前は、食べた者誰もが認めており、放課後のバイト（司の自宅の喫茶店）では、一部のメニューの調理を任されている。ただ知らない人にとっては意外な特技に思われているらしい。また飼い犬のタロウと会話に近いコミュニケーションが交わせる事も特技の一つ。
基本的に面倒見がよく、困った人を放ってはおけない性格だが、かなりの短気なのが玉に瑕（とは言え本気で怒る事は珍しい）。また恋愛にはかなり奥手であり、そこをしばしば「根性なし」と揶揄される。実は後述する都香との関係で、女性をなるべく恋愛対象と見ないようにしており、恭一を知る一部の人間はその態度を「鈍いフリ」と見ている。何の前触れも無く突然、麻衣と住む事になり戸惑いを感じている。
一時期ぐれていたらしく、今でもサボりの時や自室で一人きりの時は喫煙することがある。
久城 麻衣（くしろ まい）
声 : かわしまりの
不景気のために孤児院が潰れることにより、ある日突然恭一の父親が連れてきた孤児。恭一と同級生として通うことになる。性格はとにかく控え目、ドジ、鈍く、いつも他人の視線を必要以上に気にする。いつも何かの役に立とうと一生懸命に考えているが、大抵空回りする。しかし、時々嘘のように勘が鋭くなることもある。
孤児院に入る前は母と二人で暮らしていた。関係は決して良好と言えなかったが、数少ない彼女との思い出の品である薄汚れたテディベアを「お母さん」と呼んで大事にしている。
ホットケーキが大好物で、仮に冷めてても学食ではいつもホットケーキを選ぶほど。恭一のことを「恭くん」、都香のことを「みやちゃん」と呼ぶ。「にゅう」が口癖。
実は絶叫マシーンが平気である。
北沢 都香（きたざわ みやこ）
声 : 九条信乃
恭一の同級生で友人。学園のアイドル的存在で男女問わず人気がある。設定では恭一との仲の良さに邪推した他クラスの男子生徒に妬まれることも（あるらしいが実際のゲーム中ではそういうシーンは登場しない）。誕生日は2月8日。父親は貿易会社の社長というお嬢様である割には、好物は「安くて早くてうまい」という単純な理由から牛丼。麻衣や月夜より貧乳なのを気にしており、常に恭一にからかわれている。左利き。
勉強に関しては全くやる気が無く、恭一と並んで赤点・追試の常連である。実は麻衣が登場する前（ゲーム開始前）に主人公の恭一に告白されたが、今後失恋した際にその辛さに耐え切れなくなると自覚してあえて恭一を振ってしまう。そのために恭一らの事は友人と語りながら微妙な距離を置いている。
父親とは仲が悪く高級マンションで別居中である。さらに小麦とも犬猿の仲で、彼女からは「みゃーこ」と呼ばれている。本人達には知らされていないが、実は恭一の従姉にあたる。
栗原 月夜（くりはら つくよ）
声 : 西田こむぎ
同級生で町はずれにある神社の娘。自分の寿命を削って他人や動物を治癒・蘇生する特殊能力を持つ巫女。いつも気の抜けた笑みを浮かべているため一見柔和に見えるが、実際はかなりの毒舌家そして策略家で、笑顔を保ったまま人の心の中を見透かしたような言葉をぶつけ、相手が親友だろうが決して容赦しない。恭一たちですら彼女の真意をはかりかねることがままある。お賽銭の話も平然とできることから、恭一に俗っぽく見られてしまうこともある。この性格と蘇生能力があるがためになかなか友達が出来なかった経緯から、人一倍友達関係を大切に思っている。そのことから必要以上の気遣いを嫌う節がある。
学力は司と並んで常にトップクラス。焚き火と焼き芋が大好きで、神社や学園でも人目を盗んではやっている。宗教上の理由から、額に小さな刺青を入れている。
当初から恭一に惚れており、同居する兄に恭一と結ばれたいと話した事がある。ただこの話を恭一の前で兄が話そうとした際、珍しく感情むき出しで怒り出したことがあった。
永村 冴香（ながむら さえか）
声 : 一色ヒカル
学園の三年生で恭一より1歳年上。森川家の向かいに住む。子供の時に恭一のファーストキスを奪い、しかも彼の前歯を折ってしまった等数々の恐怖体験を刷り込ませたことにより、恭一にとって天敵となっている。恭一から「冴香姉」と呼ばれ、自身も何かにつけて姉貴風を吹かせており、恭一を「小僧っ子」などと呼んだりする。父親は大学教授で海外出張中。母親も追いかけて家を空けているため、それをいいことにやりたい放題の毎日である。都香と仲が良い。
プレイヤーの選択によっては初登場以降、全く姿を見せないままエンディングを迎える。
黒崎 小麦（くろさき こむぎ）
声 : 金田まひる
学園の後輩で一年生。外見どおり幼いが、恭一や都香など誰に対しても挑戦的に突っかかるひねた性格。そして逆に親切にされたり誉められると戸惑ってしまう。生い立ちの影響から勉強は先輩の恭一に教えられるほどの優秀さだが、バレンタインデーの存在を恭一に出会うまで知らなかった。ウサギのような耳があり、隙を突かれて耳を握られると力が抜ける。
冴香同様、選択によっては初登場以降現れなくなる。
杉野 司（すぎの つかさ）
声 : 桜川未央
主人公の同級生で幼馴染。自宅では父親が喫茶店を経営しており、恭一と共に曜日によって手伝っている。勉学は月夜と並んでトップクラスだが、店の備品を壊すなど物の扱いが粗いらしい。彼からバレンタインチョコを貰ってしまうバッドエンドもある。
森川 文人（もりかわ ふみと）
声 : ルネッサンス山田
主人公の父親で小説家。両刀使いで自称ロリータノベルズ界の四天王であるだけでなく、家事も全く手伝わないため、恭一にとって頭痛の種となっている。いつも恭一にちょっかいを出したり、食事をねだっては怒られている。自身がかつて付き合っていた女性の娘である麻衣を連れてきた張本人。麻衣に自身のロリータ小説を読ませる悪戯好き。
森川 こずえ（もりかわ こずえ）
声 : 緒田マリ
主人公の母親。職業は看護師。何故か文人に惚れており、反対されていた家族と縁を切ってでも文人と結婚する道を選んだ。しかし浮気したら「殺す」と笑顔で公言する。旧姓は北沢。都香の父親である北沢伸一の妹である。
タロウ
森川家で飼われているグレートピレネー犬。名前はタロウであるが、実際は雌犬。一日2回の散歩は欠かさず要求する。子犬の頃、超大型犬種とは気づかぬまま恭一に拾われた。
芸達者ではないがわりと利口な性格で、ある程度は恭一と会話が出来る。
マスター
声 : 高岡政人
司の父。自宅で喫茶店を経営している。見かけは熊のような大男だが、性格は優しい。彼の作るケーキは看板メニューにもなっている。
岸沼 俊介（45）（きしぬま しゅんすけ かっこ よんじゅうご）
恭一達のクラス担任。カッコ内は彼の年齢で、フルネームと年齢ひっくるめて彼のあだ名になっている。気の抜けた声が特徴。アフターストーリーでは（46）になる。
北沢 伸一（きたざわ しんいち）
都香シナリオで登場。都香の父で貿易会社の社長。ロンドンに在住していたが、再婚を機に都香を連れ戻すべく突然日本に帰国する。都香と犬猿の仲。恭一や都香には知らされていないが実はこずえの兄でもあり、文人と結婚した時点で兄妹の縁を切っている。
月夜の兄（つくよのあに）
月夜シナリオで登場。月夜の自宅である神社で神主をしている。
姫野（ひめの）
月夜シナリオで登場。月夜へのいじめっ子グループの代表格。財力に物をいわせて常に腰巾着を連れまわしている。下の名前は非公表。
瀬川（せがわ）
月夜シナリオで登場。単なる姫野の腰巾着。下の名前は非公表。
小日向 ゆかり（こひなた ゆかり）
月夜シナリオで登場。姫野の腰巾着の一人。母親がガンにかかって入院しており、家事を全てこなさなければならない状況から苛立ちが募っている。密かに恭一に好意を抱いていることもあわせて、彼と仲の良い月夜に苛立ちの矛先を向けている面が見られ、ときに居合わせている姫野らがゆかりの態度に驚くこともある。
小日向 歩（こひなた あゆむ）
月夜シナリオで登場。小日向ゆかりの弟で、神社でお参りをしていた所で月夜と知り合う。
相原 早苗（あいはら さなえ）
月夜シナリオで登場。歩の友達。歩の紹介で危篤状態になった自分の飼い犬ポチを月夜に治してもらう。
春日 清美（かすが きよみ）
恭一達のクラスメート。フルネームの設定があるが、岸沼俊介（45）と並んで立ち絵がないキャラの一人。「女生徒A」とも呼ばれる。
森川 桃香（もりかわ ももこ）
都香エンディングで登場する恭一と都香の一人娘。周りの人間の口癖を覚えてしまっているらしい。

## スタッフ
- シナリオ:NYAON、正田 崇
- 原画:くすくす
- 音楽:樋口秀樹、梶原正裕
  - オープニング「Dear My Friend」
  - エンディング「昔、夢見てたことは」
  - 挿入歌「たまあひのうた」

以上全て、作詞・作曲:樋口秀樹、Vocal:WHITE-LIPS
オープニングテーマ曲「Dear My Friend」のフルバージョンは、付録サウンドトラックCD及び「White Lips Vocal Collection」（発売Tynwald music）で聴くことができる。